# Rhacophorus wui
Rhacophorus wui es una especie de anfibio anuro de la familia Rhacophoridae.

## Distribución geográfica
Esta especie es endémica de Hubei (30° 31′ 30.94″ N, 109° 05′ 39.05″ E) en la República Popular de China. Se encuentra en el condado Lichuan. Habita entre los 1550 y 1840 m sobre el nivel del mar.

## Publicación original
- Li, Liu, Chen, Wu, Murphy, Zhao, Wang & Zhang, 2012: Molecular phylogeny of treefrogs in the Rhacophorus dugritei species complex (Anura: Rhacophoridae), with descriptions of two new species. Zoological Journal of the Linnean Society, vol. 165, n.º 1, p. 143-162.[3]